# Rosa-Luxemburg-Straße (Berlin)
Die Rosa-Luxemburg-Straße befindet sich im Berliner Ortsteil Mitte. Sie wurde am 3. September 1969 zu Ehren der 1919 ermordeten kommunistischen Politikerin Rosa Luxemburg benannt.

## Verlauf und Entstehung
Der südliche Teil – zwischen Weydingerstraße und Dircksenstraße (Stadtbahn) – gehörte zur ab 1871 geplanten und ab 1885 angelegten Kaiser-Wilhelm-Straße, die jenseits der Stadtbahn weiter bis zur Spree verlief und nördlich in geradliniger Verlängerung über den heutigen Rosa-Luxemburg-Platz bis mindestens zur heutigen Torstraße führen sollte. Das zwischen der Münzstraße und der Hirtenstraße genau in der Straßenachse stehende Victoria-Theater sollte zunächst (nach dem städtebaulichen Entwurf von August Orth aus dem Jahr 1871) inselartig auf beiden Seiten von der Straße umfahren werden. Als das Theater 1891 aus wirtschaftlichen Gründen geschlossen wurde, konnte man das Gebäude jedoch abbrechen.
Der nördliche Teil der Straße – zwischen Schönhauser Allee und Weydingerstraße / Bülowplatz – wurde zu Beginn des 20. Jahrhunderts bei der Flächensanierung des Scheunenviertels angelegt. Sie trug anscheinend zunächst den von einer der bei der Sanierung aufgelassenen Straßen übernommenen Namen Amalienstraße und wurde 1910 in Hankestraße umbenannt.
Die Kaiser-Wilhelm-Straße hieß von 1947 bis 1969 Liebknechtstraße. Nach der städtebaulichen Neuordnung im Bereich des alten Stadtzentrums wurde sie etwa an der Stadtbahn „geteilt“: Der südwestliche Teil (der bereits Ende der 1930er Jahre für die Ost-West-Achse der Hauptstadtplanungen von Albert Speer erheblich verändert worden war) wurde mit einem breiten Straßendurchbruch an die Prenzlauer Allee angebunden und als Karl-Liebknecht-Straße benannt, den nordöstlichen Teil vereinigte man mit der Hankestraße und benannte diesen Straßenzug nach Rosa Luxemburg – deren Namen der vormalige Bülowplatz bereits seit 1947 trug.
Die Straße verläuft als Tempo-30-Zone überwiegend vierstreifig von der Dircksenstraße bis zur Schönhauser Allee, bildet so eine Verbindung zwischen der Schönhauser Allee und der Memhardstraße und damit die Brücke zwischen der B 96a und B 5.

## Bauwerke und Einrichtungen
Auf der Straße haben sich mehrere Hotels und Hostels, Boutiquen, Galerien und Restaurants niedergelassen. Obwohl der Anteil von Büros in den letzten Jahren stieg, überwiegt weiterhin das Angebot von Wohnungen.
Entlang der Straße befinden sich mehrere Baudenkmäler. Darunter das um 1935 errichtete Bauensemble mit den Hausnummern 25 und 27, sowie 22, 24, 26 und 28. Ebenso die 1936 errichtete Wohnanlage mit den Hausnummern 31, 33, 35 und 37.

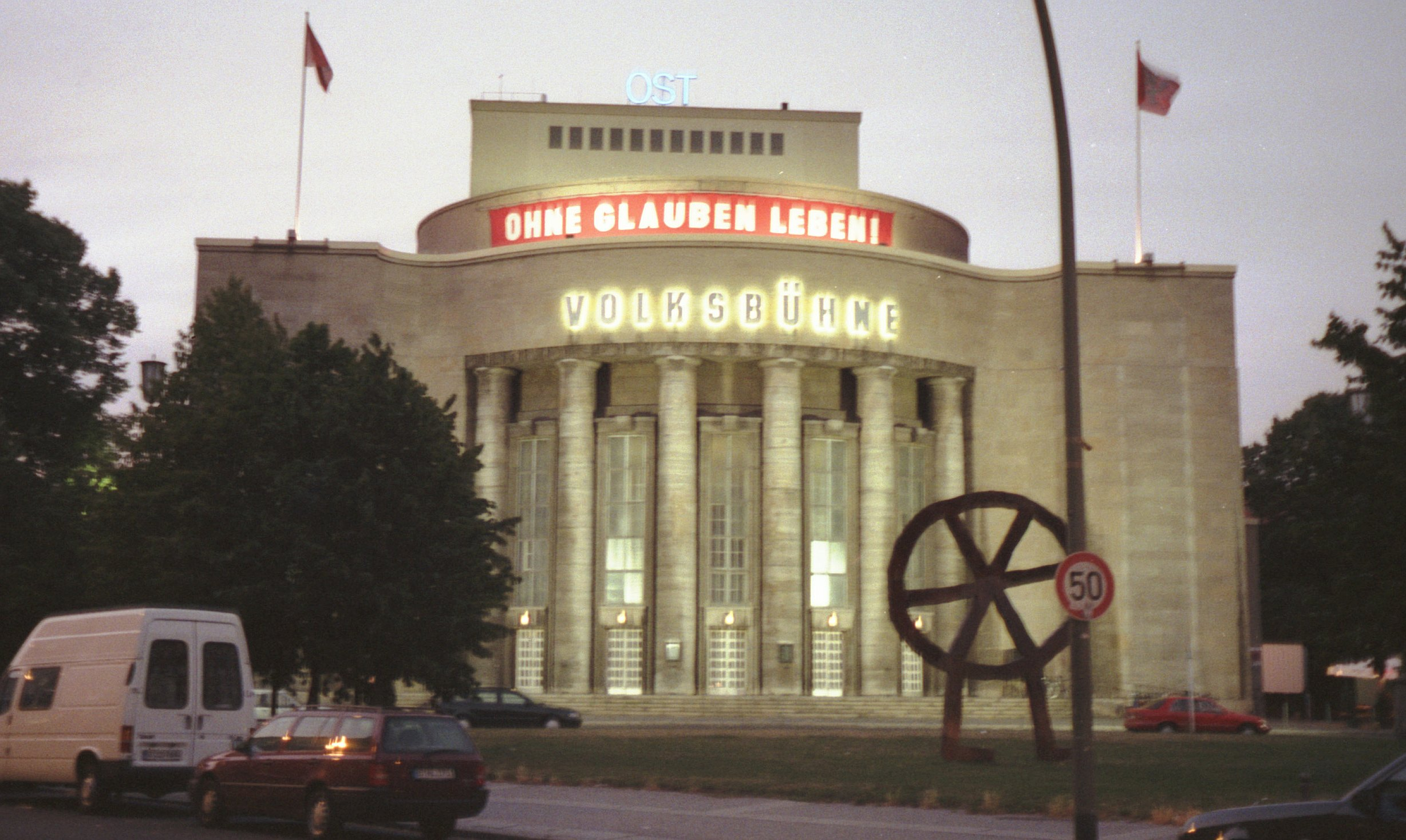
Die Volksbühne am Rosa-Luxemburg-Platz

Das Wohn- und Geschäftshaus Rosa-Luxemburg-Straße 39–41 wurde in zwei Bauabschnitten 1913 und 1928 erbaut und steht heute ebenfalls unter Denkmalschutz. Gemeinsam mit der Volksbühne und dem U-Bahnhof Rosa-Luxemburg-Platz zählte der südliche Gebäudeteil zu den ersten fertiggestellten Bauwerken am damaligen Bülowplatz. Es handelt sich um einen fünf- bis sechsgeschossigen Bau mit hohem Satteldach, neoklassizistischer Gestaltung der Hauptfassade und einer weißen, klinkerverblendeten Hoffassade.

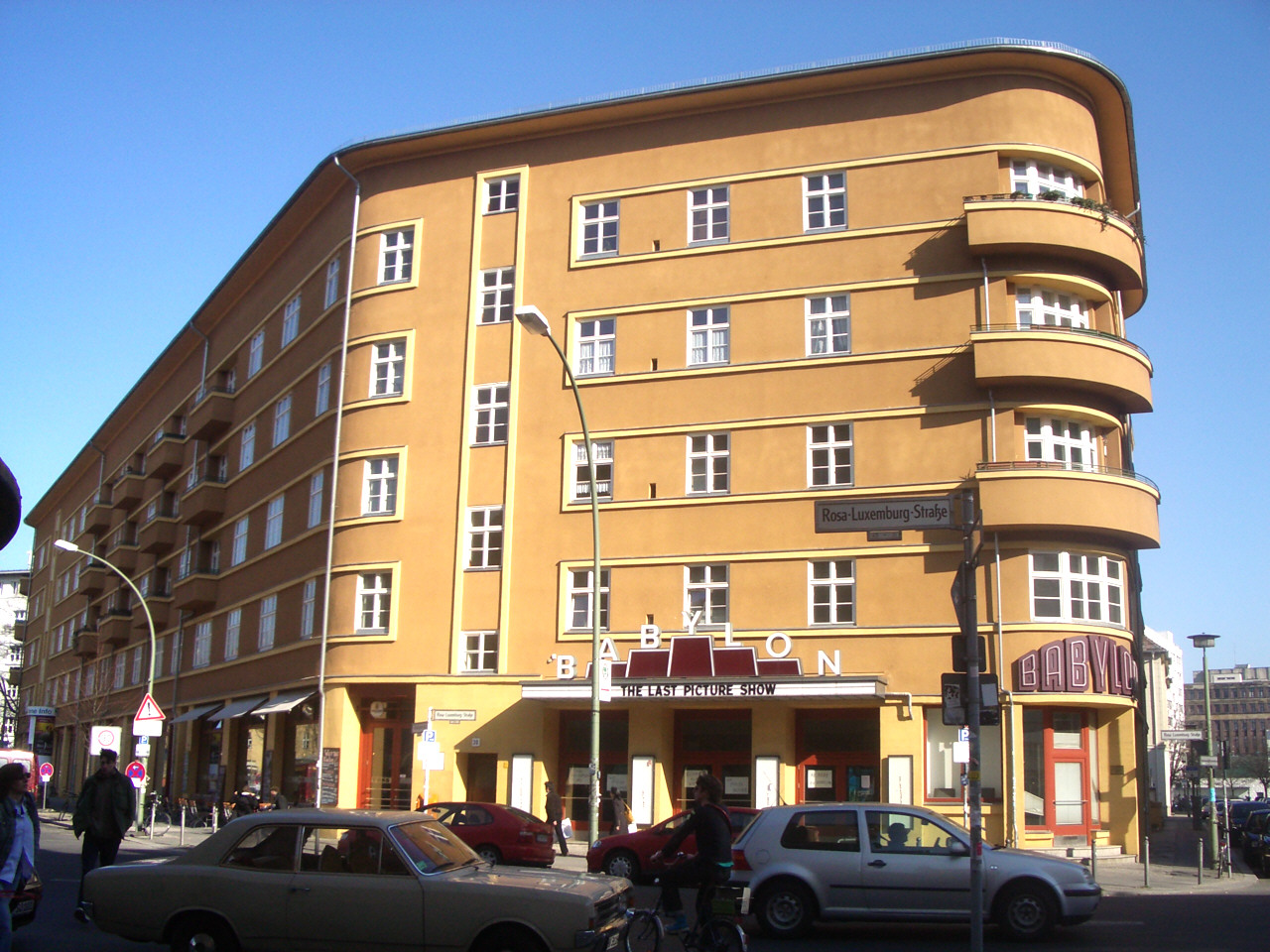
Kino Babylon, Rosa-Luxemburg-Straße 30

Das Kino Babylon in der denkmalgeschützten Häusergruppe Rosa-Luxemburg-Straße 30 wurde 1927–1929 nach Entwürfen des Architekten Hans Poelzig gebaut. Das Kino hatte ursprünglich 1200 Plätze. 1948 wurde das Foyer zunächst mit ovalen Formen umgestaltet, weist jedoch nach erneuten Baumaßnahmen im Jahr 2001 wieder die ursprünglich von Poelzig entworfene Form auf.
Ein ebenfalls denkmalgeschütztes Wohn- und Geschäftshaus nach Entwürfen der Architekten Werner und Zaar erstreckt sich über die Grundstücke Rosa-Luxemburg-Straße 9, 11 und 13 sowie Münzstraße 2 und wurde 1894 fertiggestellt.
Auffällig ist auch das 1908–1909 im Auftrag des Spritfabrikbesitzers C. A. F. Kahlbaum errichtete Gebäude mit der Hausnummer 14. Es ist viergeschossig und orientiert sich beispielsweise mit seinen Fenstern aus Dreipass- oder Kleeblattbögen an mittelalterlicher Architektur. Das Treppenhaus ist in Formen des Jugendstils gehalten und die Eichenholzgeländer mit eingeschnitzten Blumenmotiven verziert.
Das Gebäude mit der Hausnummer 15 gehört ebenfalls zu der nach Poelzig Entwürfen 1927–1929 ausgeführten Häusergruppe. Es bildet mit seiner nüchternen Gestaltung einen starken Kontrast zu den benachbarten historischen Mehrfamilienhäusern aus dem 19. Jahrhundert.
Die Mehrfamilienhäuser mit den Hausnummern 16–18, 20, 21 und 23 wurden alle zwischen 1875 und 1900 errichtet und stehen ebenfalls unter Denkmalschutz.
Das 1928–1930 errichtete siebengeschossige Bürohaus auf der Ecke Rosa-Luxemburg-Straße 2 / Dircksenstraße 35 wurde von dem Architekten Alfred Grenander entworfen und zeichnet sich durch seine sachlich-moderne Architektur des Neuen Bauens aus. Es beherbergte die Verwaltung der Berliner Nord-Süd-Bahn-AG, im Hof des Gebäudes steht (über dem Tunnel der U-Bahn-Linie U8) ein gleichzeitig errichtetes Umformerwerk für die Stromversorgung der Linie.
Des Weiteren zählt das von dem Zimmermeister Heinrich Helms in Auftrag gegebene Gebäude mit der Hausnummer 3 zu den denkmalgeschützten Bauten an der Rosa-Luxemburg-Straße.
Am nördlichen Ende der Straße stehen die Anfang des 21. Jahrhunderts errichteten Gebäude des Suhrkamp Verlags und das L40.

## Ereignisse
Im Februar 2008 protestierten die Rosa-Luxemburg-Stiftung und die Initiative Mitte gegen Rechts gegen die Niederlassung eines Thor-Steinar-Ladens, da ein Neonazi-Treff an einer Straße mit dem Namen Rosa Luxemburgs unvereinbar sei. Auch Anwohner und umliegende Gewerbetreibende schlossen sich den Protesten an. Dazu installierte die Initiative als Protestaktion dauerhaft ein Kunstobjekt vor dem Laden, das von dem Integrationsbeauftragten Günter Piening und dem Bezirksbürgermeister Christian Hanke (SPD), sowie Altbundespräsident Richard von Weizsäcker (CDU) und dem SPD-Politiker Wolfgang Thierse gefördert wurde. Nach einer juristischen Auseinandersetzung mit dem Vermieter des Hauses musste Thor Steinar den Laden 2010 verlassen.

## Radverkehr
Im Rahmen eines bundesweiten Pilotversuches des Bundesverkehrsministeriums wurde im April 2019 in neun Städten, darunter an fünf Kreuzungen in Berlin, die Regelung Rechts abbiegen für Radfahrer frei eingeführt. Eine davon ist die Kreuzung Torstraße / Rosa-Luxemburg-Straße. Dort wurde das freie Rechtsabbiegen von der Torstraße in die Rosa-Luxemburg-Straße zugelassen.